# 南旨非常滑走路
南旨非常滑走路（ナムジひじょうかっそうろ、韓国語: 남지비상활주로）は、大韓民国慶尚南道昌寧郡南旨邑にある非常滑走路である。道路上の一部区間を道幅の広い直線区間とすることにより、軍用機の離着陸を可能としたものである。
1978年に開設されたが、1994年に離着陸訓練が行われたのみで、以降10年以上にわたって軍用としては活用されず、愛好家が模型飛行機を飛ばす場所として知られてきた。しかし2010年9月、空軍が今後は非常滑走路訓練を2年に1回程度の頻度で定期的に実施する、と発表し、2010年11月に南旨非常滑走路で16年ぶりとなる離着陸訓練が行われた。